# James Dixon Roman

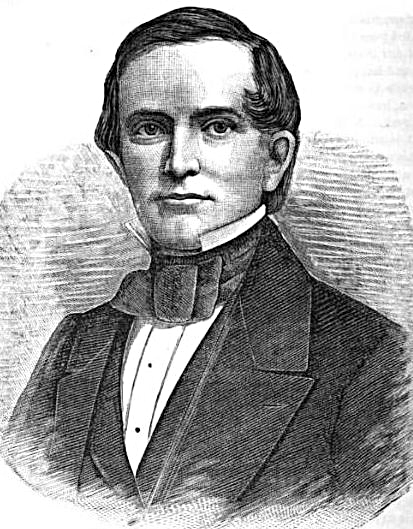
James Dixon Roman

James Dixon Roman (* 11. August 1809 im Chester County, Pennsylvania; † 19. Januar 1867 bei Hagerstown, Maryland) war ein US-amerikanischer Politiker. Zwischen 1847 und 1849 vertrat er den Bundesstaat Maryland im US-Repräsentantenhaus.

## Werdegang
James Roman besuchte sowohl öffentliche als auch private Schulen in West Nottingham. Danach zog er in das Cecil County in Maryland. Nach einem anschließenden Jurastudium in Frederick und seiner 1834 erfolgten Zulassung als Rechtsanwalt begann er in Hagerstown in diesem Beruf zu arbeiten. Politisch wurde er damals Mitglied der Whig Party. Im Jahr 1847 saß er vor seiner Zeit im US-Repräsentantenhaus für kurze Zeit im Senat von Maryland. Bei den Präsidentschaftswahlen des Jahres 1848 war er einer der Wahlmänner des siegreichen Zachary Taylor.
Bei den Kongresswahlen des Jahres 1846 wurde Roman im zweiten Wahlbezirk von Maryland in das US-Repräsentantenhaus in Washington, D.C. gewählt, wo er am 4. März 1847 die Nachfolge von Thomas Johns Perry antrat. Bis zum 3. März 1849 konnte er eine Legislaturperiode im Kongress absolvieren. Diese war anfangs noch von den Ereignissen des Mexikanisch-Amerikanischen Krieges geprägt.
Nach dem Ende seiner Zeit im US-Repräsentantenhaus praktizierte Roman wieder als Anwalt. Nach der Auflösung der Whigs wurde er Mitglied der Demokratischen Partei. Bei den Präsidentschaftswahlen von 1856 war er einer von deren Wahlmännern, die James Buchanan offiziell zum Präsidenten wählten. Von 1851 bis zu seinem Tod war James Roman Präsident der Old Hagerstown Bank. Im Frühjahr 1861 gehörte er einer Verhandlungskommission an, die in der Bundeshauptstadt Washington erfolglos den Ausbruch des Bürgerkrieges zu verhindern suchte. Er starb am 19. Januar 1867 nahe Hagerstown, wo er auch beigesetzt wurde.